# Повалирыж
Повалирыж (болг. Повалиръж) — село в Болгарии. Находится в Софийской области, входит в общину Сливница. Население составляет 3 человека.

## Политическая ситуация
Повалирыж подчиняется непосредственно общине и не имеет своего кмета.
Кмет (мэр) общины Сливница — Георги Сеферинов Георгиев (инициативный комитет  - Георги Сеферинов Георгиев) по результатам выборов в правление общины.